# Hejls Sogn
Hejls Sogn er et sogn i Kolding Provsti (Haderslev Stift).
I 1800-tallet var Hejls Sogn et selvstændigt pastorat. Det hørte til Nørre Tyrstrup Herred i Vejle Amt. Hejls sognekommune blev ved kommunalreformen i 1970 indlemmet i Christiansfeld Kommune, hvis nordlige del inkl. Hejls indgik i Kolding Kommune ved strukturreformen i 2007.
I Hejls Sogn ligger Hejls Kirke.
I sognet findes følgende autoriserede stednavne:
- Bæklund (bebyggelse)
- Hejls (bebyggelse, ejerlav)
- Hejls Nor (vandareal)
- Hejls Skovhuse (bebyggelse)
- Hejlsminde (bebyggelse)
- Kalvehøj (bebyggelse)
- Kalvehøj Skov (areal)
- Kattergal (areal)
- Midtby (bebyggelse)
- Overby (bebyggelse)
- Stavnsbjerg (bebyggelse)
- Trappendal (bebyggelse)
- Vargårde (bebyggelse, ejerlav)